# Beilschmiedia stricta
Beilschmiedia stricta är en lagerväxtart som beskrevs av André Joseph Guillaume Henri Kostermans. Beilschmiedia stricta ingår i släktet Beilschmiedia och familjen lagerväxter. Inga underarter finns listade i Catalogue of Life.